# حوزه انتخابیه نهم تنسی
حوزه انتخابیه نهم تنسی یک حوزه انتخابیه مجلس نمایندگان آمریکا است که در ایالت تنسی قرار دارد.